# Societat Lunar Internacional
La Societat Lunar Internacional (en anglès, International Lunar Astronomical Society), era una entitat fundada el juliol de 1956 per dos astrònoms: l'anglès Hugh Percy Wilkins i el català Antoni Paluzie i Borrell, amb seus a Barcelona i a Bewleyheath (Anglaterra).
Aquesta societat, també denominada I.L.A.S., es va fundar amb la intenció d'incentivar l'estudi de la Lluna entre els aficionats a l'astronomia. El seu primer president fou el mateix Wilkins, i el secretari, en Paluzie. Va arribar a tenir 220 socis a diversos països.
El primer butlletí de la societat (denominat Journal of the International Lunar Society) aparegué el març de 1957, i editat en anglès, amb col·laboraciones en alemany, francès i castellà.
Aquesta publicació l'elaborava en principi en Paluzie, posteriorment l'anglès Patrick Moore, i finalment, Ronald Ellis fins a l'any 1964, en què es va dissoldre l'entitat a causa de la mort de Wilkins i al poc interès que tenia en aquell moment l'estudi de la lluna (interès que va renéixer al cap de pocs mesos amb l'inici del Programa Apollo de la NASA).

## Font
- Glosario Selenográfico, José Carlos Violat Bordonau. Espanya, 2006.